# Saint-Fargeau-Ponthierry
Saint-Fargeau-Ponthierry è un comune francese di 12 292 abitanti situato nel dipartimento di Senna e Marna nella regione dell'Île-de-France.

## Società

### Evoluzione demografica
Abitanti censiti